# 兴源镇
兴源镇，是中华人民共和国黑龙江省牡丹江市穆棱市下辖的一个乡镇级行政单位。

## 行政区划
兴源镇下辖以下地区：
镇北社区、镇南社区、车站社区、东村、西村、北村、南村、兴源村、车站村、兴鲜村、康吉村、新丰村、东兴村、东胜村、红岩村、红盛村和西崴子村。